# Nuevo Montes Azules
Nuevo Montes Azules är en ort i Mexiko.   Den ligger i kommunen Palenque och delstaten Chiapas, i den sydöstra delen av landet, 900 km öster om huvudstaden Mexico City. Nuevo Montes Azules ligger 133 meter över havet och antalet invånare är 426.
Terrängen runt Nuevo Montes Azules är varierad. Runt Nuevo Montes Azules är det glesbefolkat, med 16 invånare per kvadratkilometer. Närmaste större samhälle är Cristóbal Colón, 18,2 km väster om Nuevo Montes Azules. I omgivningarna runt Nuevo Montes Azules växer i huvudsak städsegrön lövskog.